# Pieter van Laer
Pieter van Laer, més conegut com il Bamboccio, (Haarlem, 1599 - Haarlem, 1642) fou un pintor i gravador neerlandès, que va pertànyer a l'Edat d'Or holandesa, d'escenes de gènere o quotidianes, que va assolir la fama durant una dècada d'activitat a Roma. També citat amb els noms Pieter van Laar i Peter van Laer, el seu sobrenom «il Bamboccio», va donar origen al terme els Bamboccianti, que es refereix a la temàtica de quadres que acostumava a pintar ell i els seus seguidors.

## Biografia
Nascut a Haarlem, va residir a Roma des de 1625. La influència de la pintura italiana es detecta en els seus paisatges i fons, però pel que fa a temes es va mantenir fidel a la tradició holandesa. Es va abocar en el món camperol: mercats, festes populars, escenes de caça. Comparat amb l'art italià predominant, d'acurada estètica i contingut intel·lectual, el seu estil era] tosc, amb personatges ruds i poc agraciats. Tanmateix, cal aclarir que el sobrenom «bamboccio» (deforme, grotesc) no es devia als quadres del pintor, sinó al seu propi físic.
Coincidint amb l'apogeu d'un naturalisme costumista derivat de Caravaggio, Van Laer es va posar de moda i la seva producció, denominada «bambotxades», va ser imitada per diversos pintors que residien a Roma, majorment holandesos com ell: Jan Both i el seu germà Andries, Jan Miel… així com l'eclèctic Sébastien Bourdon i l'italià Michelangelo Cerquozzi. Ells van ser igualment nomenats bamboccianti.
Van Laer va tornar a Holanda cap al 1639, i va viure habitualment a Amsterdam i Haarlem, on va morir cap a 1642.

## Característiques de la seva obra
Les obres de Van Laer destaquen pel seu bon dibuix i acurada perspectiva. La seva gamma de color és en general càlida, en tons ocres, de vegades lluminosos però en general obscurs i contrastats. Se li atribueixen alguns aiguaforts sobre animals domèstics -rucs i gossos-.
El seu estil va ser menyspreat pels pintors de major èxit a Roma i Bolonya, de gust classicista: Guido Reni, Francesco Albani, Andrea Sacchi… Però això no va repercutir en el seu èxit comercial. Van Laer es va moure en primer lloc al mercat obert i amb l'ajut de marxants, sense encàrrecs directes, però en una dècada va poder fixar preus respectables per les seves obres -30 o 35 escuts- i diversos aficionats il·lustres les col·leccionaven, com Cassiano dal Pozzo, el marquès Vincenzo Giustiniani, el gravador Pietro Testa i el marxant flamenc Gaspar Roomer, que treballava a Nàpols. L'estil de Van Laer va haver de tenir èxit a la mencionada ciutat, i el 1636 Van Laer va dedicar una sèrie de gravats d'animals al virrei de Nàpols, Fernando Afán de Ribera y Enríquez.

## Galeria

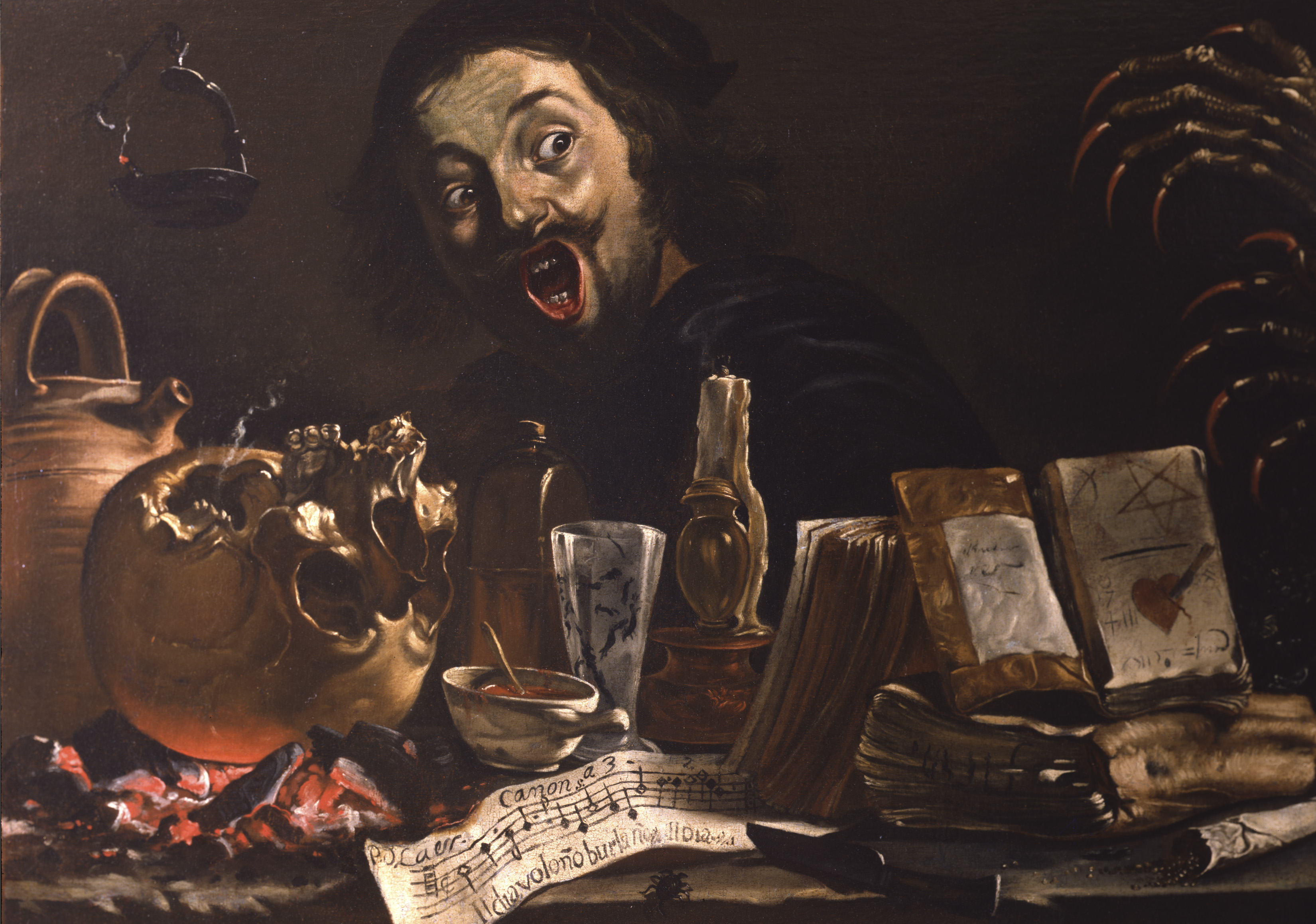
Autoretrat (1638-1639)
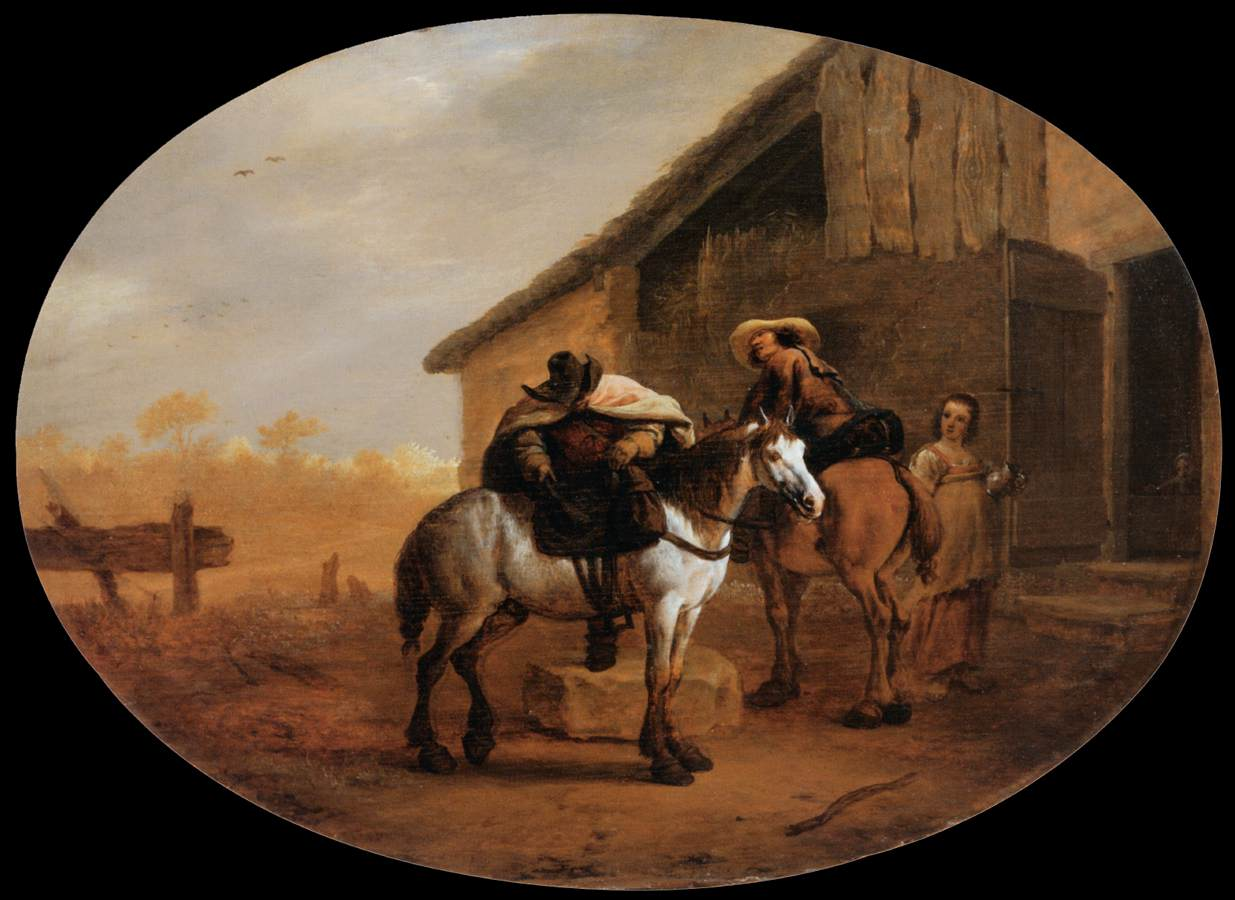
Sortida de la posada  (1639-1642)
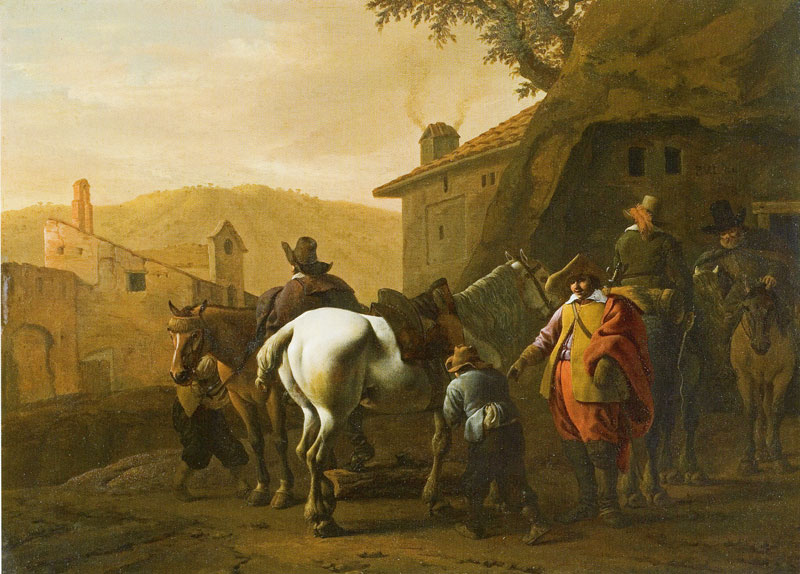
Paisatge italià  (1640)
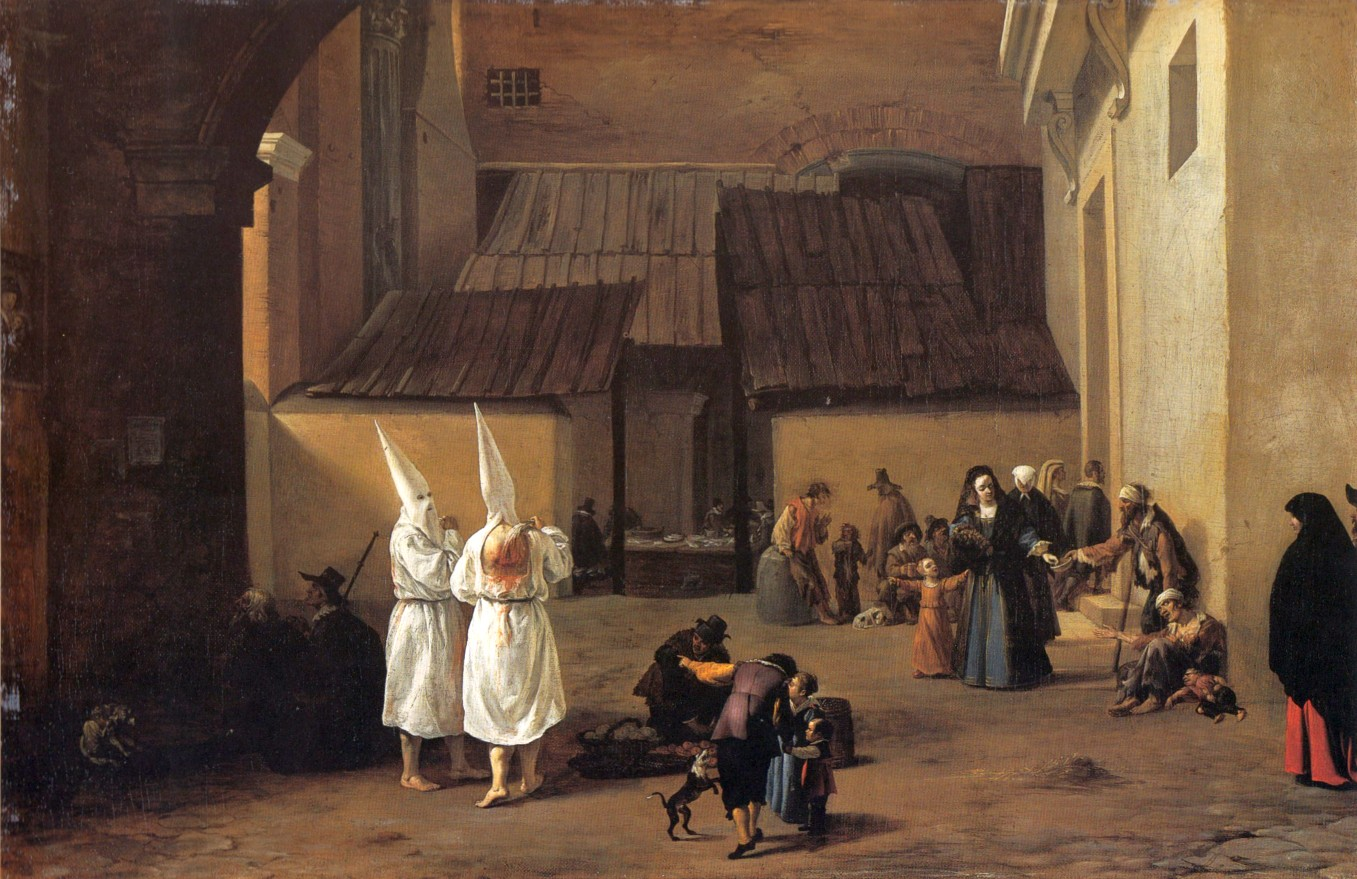
Els flagel·lants (c. 1635)